# Gösta Ottervik
Nils Gottfrid Gösta Ottervik, född 1 april 1911 i Kviinge socken, död 11 januari 1979 i Göteborg, var en svensk bibliotekarie och bibliograf.

## Biografi
Gösta Ottervik var son till folkskolläraren Martin Gottfrid Olsson, som senare tog sig namnet Ottervik. Efter studentexamen vid Kristianstads högre allmänna läroverk 1929 blev han student vid Lunds universitet där han studerade klassiska språk och klassisk fornkunskap. 1933 blev han filosofie kandidat och 1934 filosofie magister. Ottervik blev 1936 extra biträde vid Lunds universitetsbibliotek, 1937 extra ordinarie och 1939 ordinarie amanuens där och 1939 filosofie licentiat. År 1941 anställdes han som amanuens vid Kungliga biblioteket och blev 1943 filosofie doktor vid Lunds universitet efter att ha disputerat med en avhandling om den attiska prosan.
Ottervik var 1944–1947 bibliotekarie vid Försvarets sjukvårdsförvaltning i Stockholm, blev 1944 extraordinarie andre bibliotekarie vid Kungliga biblioteket och var 1945–1977 ledamot av styrelsen för Sveriges allmänna biblioteksförening varav 1960–1970 som vice ordförande och 1970–1974 som ordförande. Han blev 1946 extraordinarie och en tid därefter ordinarie bibliotekarie vid Kungliga biblioteket, var 1947–1971 ledamot av styrelsen för Svenska bibliotekariesamfundet varav 1951–1963 som vice ordförande och 1963–1971 som ordförande och var 1948 bibliothécaire délégué vid Bibliothèque Sainte Genevieve i Paris och chef för dess Section Nordique. 1949 blev Ottervik extraordinarie förste bibliotekarie vid Lunds universitetsbibliotek, var 1950–1954 förste bibliotekarie vid Kungliga biblioteket och var ledamot av styrelsen för Bibliotekstjänst 1951–1977 varav 1968–1970 som vice ordförande och 1970–1974 som ordförande.
Han var chef för Bibliografiska institutet vid Kungliga biblioteket 1953–1954, överbibliotekarie vid Göteborgs stadsbibliotek 1954–1977, ledamot av Executive Board för International Federation of Library Associations and Inistitutions 1958–1971 och vicepresident där 1958–1964, ledamot av styrelsen för Nordiska vetenskapliga bibliotekarieförbundet 1960–1971 och ordförande där 1966–1969, expert i programkommittén för Göteborgs universitets humanistiska fakultet 1963–1964, ledamot av Forskningsbiblioteksrådet och dess arbetsutskott 1965–1977, expert i 1966 års Karlstadkommitté 1966–1967, ledamot i organisationskommittén angående högre utbildning i Linköping 1967–1968, ledamot i organisationskommittén angående bibliotekarieutbildning 1971–1972 och ledamot och vice ordförande i styrelsen för Bibliotekshögskolan i Borås 1972–1977. Ottervik blev 1955 ledamot av Kungliga Vetenskaps- och Vitterhets-Samhället i Göteborg.